# Carnegiella
Pour les articles homonymes, voir Poisson-hachette.
Genre
Le genre Carnegiella regroupe plusieurs espèces de poissons américains de la famille des Gasteropelecidae. Les poissons de ce genre sont appelés communément « poissons-hachettes » en raison de leur forme caractéristique. Ce sont des poissons vivant essentiellement sous la surface de l'eau. Ils sont capables de s'envoler sur de courtes distances. On les élève couramment en aquarium, où ils sont appréciés du fait de leur forme originale.

## Répartition géographique
Bassin de Amazone et de l'Orénoque en Amérique du Sud.

## Liste des espèces
Selon FishBase (25 juin 2015):
- Carnegiella marthae Myers, 1927
- Carnegiella myersi Fernández-Yépez, 1950
- Carnegiella schereri Fernández-Yépez, 1950
- Carnegiella strigata (Günther, 1864)

## Caractéristiques globales
| Origine         | Amérique du Sud                                    | Eau           | eau douce                                                 |
| Dureté de l'eau | de 1 °GH à 8 °GH et 5 °GH pour la reproduction °GH | pH            | 5,0-7,0 et 5,5 pour la reproduction                       |
| Température     | de 24 °C à 28 °C et 27 °C pour la reproduction °C  | Volume mini.  | 200 l                                                     |
| Alimentation    | petit insecte ou petit crustacé vivant ou surgelé  | Taille adulte | ne dépasse rarement les 4 cm mais peut atteindre les 7 cm |
| Reproduction    | Ovipare                                            | Zone occupée  | Surface et milieu                                         |
| Sociabilité     | territorial                                        | Difficulté    | moyenne                                                   |

## Galerie

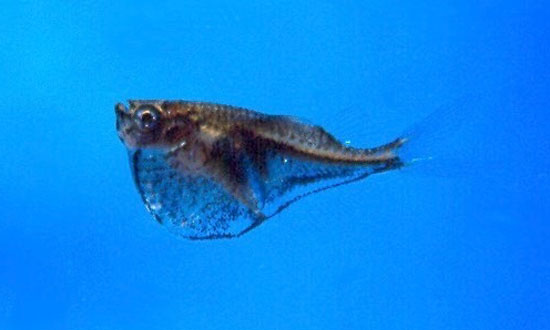
Carnegiella marthae
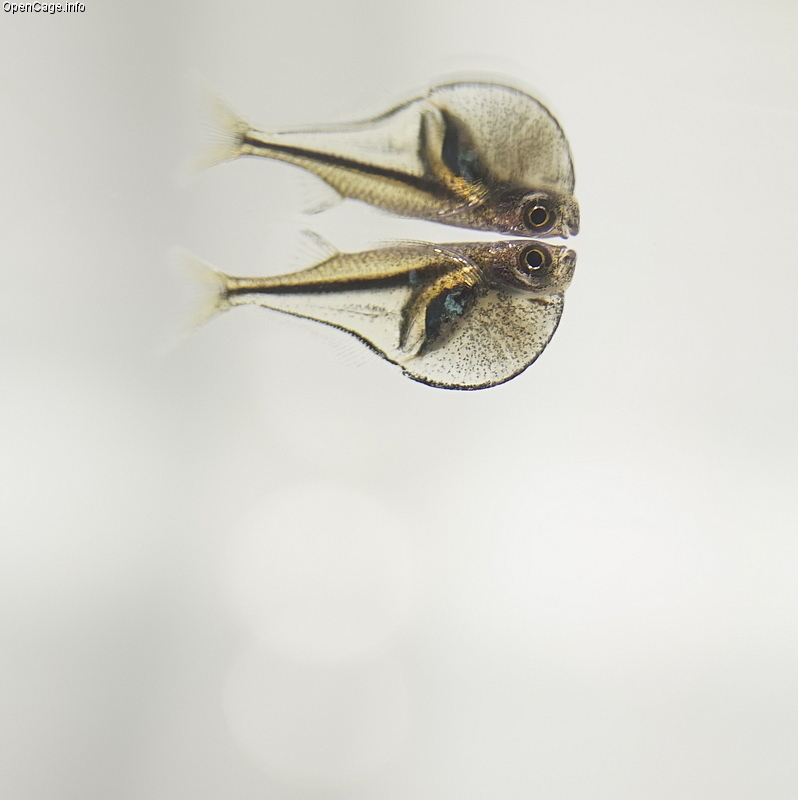
Carnegiella myersi
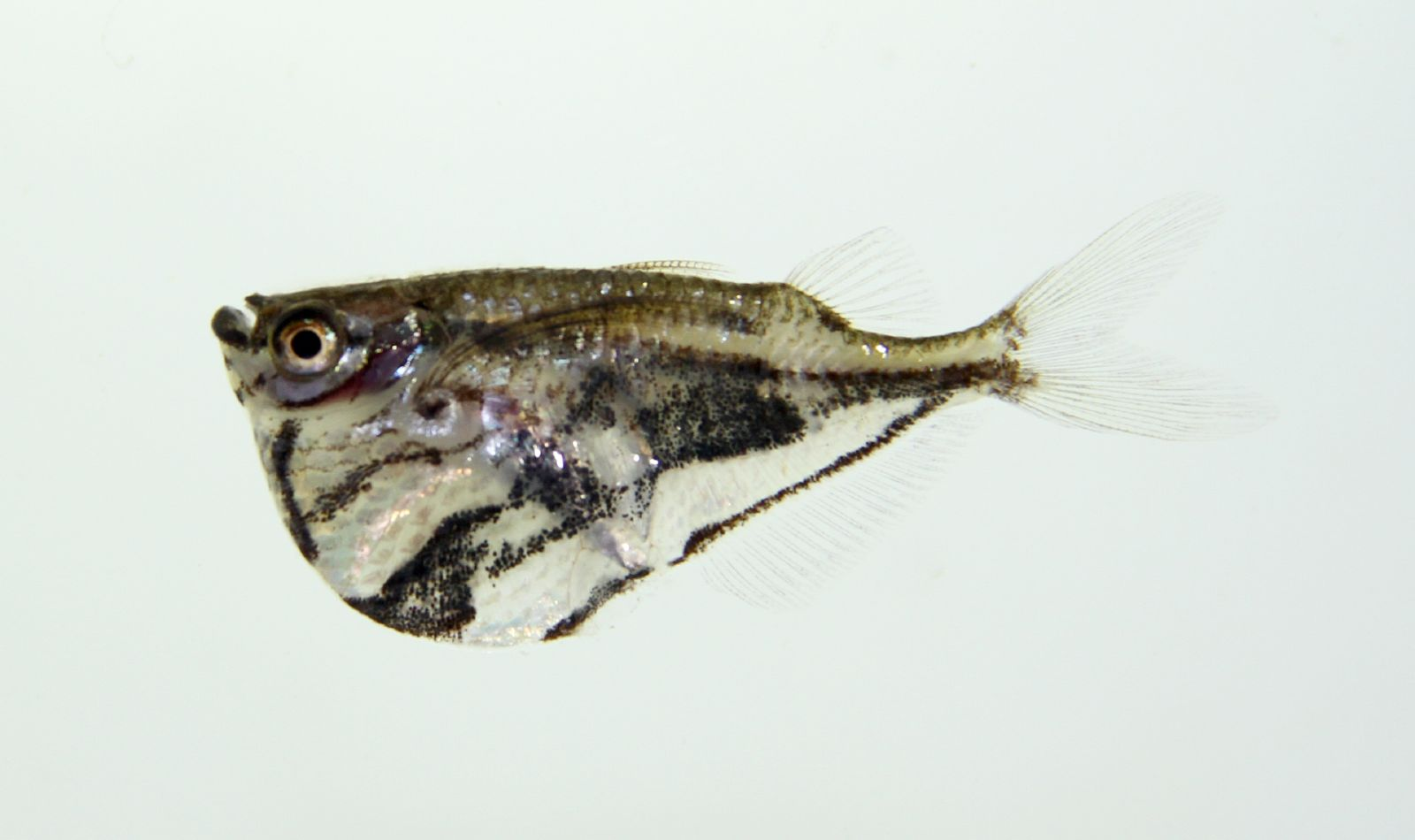
Carnegiella strigata